# (37734) 1996 UR3
1996 UR3 (asteroide 37734) é um asteroide da cintura principal. Possui uma excentricidade de 0.18093430 e uma inclinação de 4.75541º.
Este asteroide foi descoberto no dia 30 de outubro de 1996 por Augusto Testa e Valter Giuliani em Sormano.